# ジェームス・ナスミス

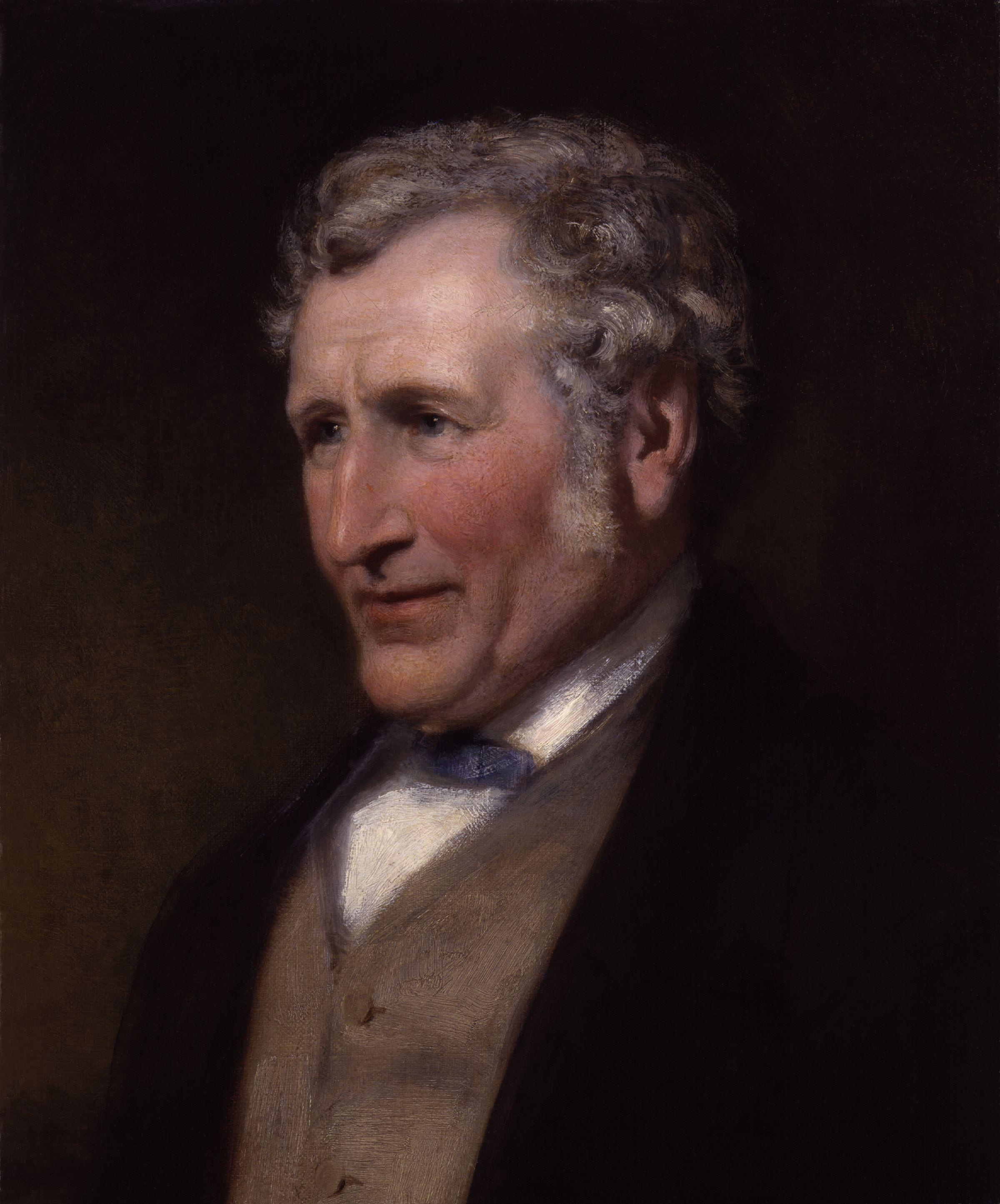
ジェームス・ナスミスの肖像

ジェームス・ナスミス（James Hall Nasmyth 、綴りはNaesmyth, またはNasmith, Nesmythとも。1808年8月19日 – 1890年3月7日）は、イギリスの技術者、発明家。蒸気ハンマーの発明で知られる。日本語表記はジェームス・ネイスミスとも。

## 幼少時代
スコットランドのエディンバラで生まれた。父親は画家として著名だったアレクサンダー・ナスミスで、家は裕福だった。弟のパトリック・ナスミスや6人の姉妹たちも画家だった。エジンバラの高校に入学し、ついでエジンバラの美術学校、さらには大学にも進んだ。
ナスミスは機械技術に興味があり、15歳のときには蒸気機関を自作していた。休日には自宅で鋳物を作ったり、部品屋に出入りしたりしていた。1827年地元で蒸気バスを公共交通機関として導入する計画が持ち上がった際には、当時19歳だったにもかかわらず、8人乗りの蒸気バスを製作した。

## 技術者

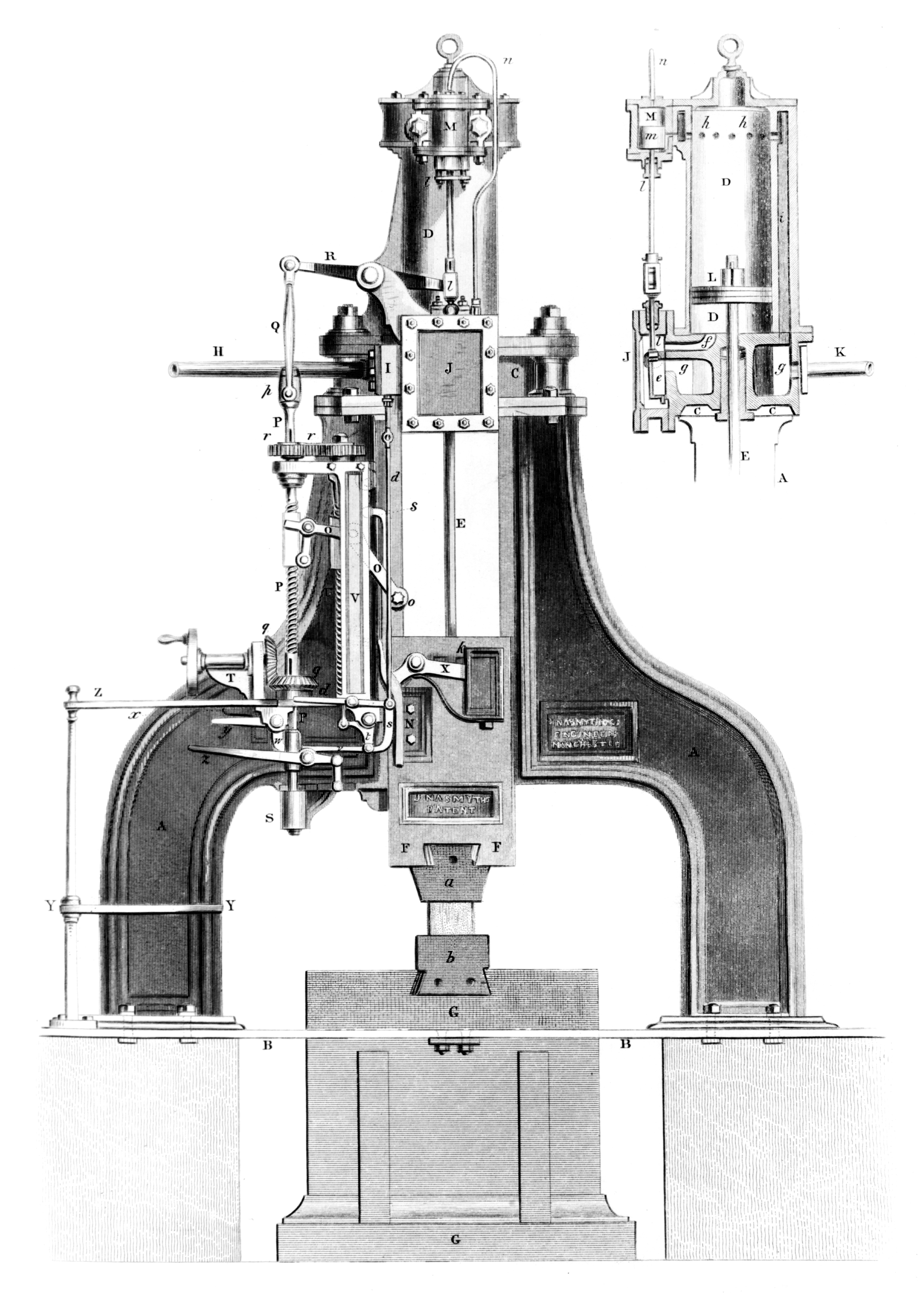
ジェームス・ナスミスの発明した蒸気ハンマーの特許図面。

真剣に技術者の道に進むことを決めたナスミスは、技術者として高名だったヘンリー・モーズリーに弟子入りを志願し、ロンドンのモーズリーの工房へ自作の蒸気機関を持ちこんだ。モーズリーはすでに弟子を採るのを止めていたが、ナスミスの蒸気機関の出来栄えを見て素質を見抜き、助手としてナスミスを採用することにした。

モーズリーの下で3年程修業した後、1836年独立してマンチェスターに近いパトリクロフトに自分の工場を建設し機械技術関係の仕事を始めた。
ナスミスは旋盤などいくつかの工作機械の改良を行った。最大の発明は1839年鍛造加工用蒸気ハンマーの発明であった。その他杭打機、水圧パンチ、歯科小ドリル用フレキシブルシャフトなどがある。

発明で裕福になって48歳で事業から引退し、ケント州ペンシャーストに落ち着いて天体観測に専念した。望遠鏡は材料だけ買って、注意と知識と忍耐で自作するのが主義であった。モーズリーとは天文ファン仲間でもあり、モーズリーのために8inとも10inとも言われる金属鏡を鋳造して研磨している。モーズリーはさらに24in（61cm）の望遠鏡を計画したが1831年に死去した。それまで自作していたのはニュートン式望遠鏡であったが、20in（51cm）望遠鏡を設計する際に接眼鏡を覗く時に梯子に登らねばならない不便と危険を避けるためにナスミス式望遠鏡を発明した。